# 褚亮
褚亮（560年—647年），字希明，杭州钱塘县人，祖籍河南郡阳翟（今河南省禹州市），唐初十八学士之一。

## 生平
少年博覽群書，能文，喜交遊名士。南朝陈時，任尚書殿中侍郎。入隋為東宮學士、太常博士。隋煬帝嫉其才，誣賴他與楊玄感有牽連，貶為西海郡司戶。大業十三年（617年），金城校尉薛舉稱王，任褚亮為黃門侍郎。大業十四年，秦王李世民滅薛舉之子薛仁杲，以褚亮為鎧曹參軍。後入秦王府文學館，任文學館學士，史载“凡分三番逆宿于阁下，悉给珍膳。每暇日，访以政事，讨论故籍，榷略前载，无常礼之间”，“太宗每有征伐亮常侍从，军中宴筵，必预欢赏，从容讽议，多所俾益”。
貞觀元年（627年），與杜如晦等十八人授弘文館學士，被封为封陽翟縣男，褚亮支持唐太宗拓疆政策，命子褚遂良從軍，出兵突厥。累遷至通直散騎常侍，十六年，进爵为陽翟縣侯。后致仕归家。貞觀二十一年（647年）卒，年八十八。谥号曰康，赠太常卿，陪葬昭陵。

## 家庭

### 高祖
- 褚炫，宋升明初与谢朏、江敩、刘俣，人称“四友”。官至散骑常侍、侍中，齐东阳太守，复为侍中、吏部尚书，赠太常卿，谥贞子

### 曾祖
- 褚湮，梁御史中丞。

### 祖父
- 褚蒙，梁仪同、庐陵王东閣祭酒，太子中舍人

### 父亲
- 褚玠，陈秘书监，谥号恭公

### 夫人
- 柳氏

### 子女
- 褚遂贤，普州长史、阳翟侯
- 褚遂良，高宗时宰相
- 褚氏，嫁恒州刺史王義童。[3]
- 褚氏，嫁武周处士朱思仁

## 褚亮碑
唐太宗昭陵陪葬碑铭之一，原存于陕西醴泉县烟霞乡上严峪村东南约200米处褚亮墓前，1975年迁移入昭陵博物馆。碑身高2.98米，下宽1.10米，厚0.39米。碑额题《大唐褚卿之碑》六字。篆书兼隶，传为唐太宗所书。碑文为殷仲容书书，隶书36行，满行65字，碑上截部分字迹尚存，余均磨灭不见。此碑书法精工，金石家誉为“唐石最嘉者”（《庚子销夏录》）。《全唐文》有著录。